# جيمس والخوخة العملاقة (فلم)
جيمس والخوخة العملاقة هو فيلم فنتازيا موسيقي إنتاج عام 1996 من إخراج هنري سيليك وبطولة باول تيري، ميريام مارجولييس وجوانا لوملي.الفيلم مبني على رواية تحمل نفس الاسم للكاتب روالد دال.

## روابط خارجية
جيمس والخوخة العملاقة على موقع IMDb (الإنجليزية)
- جيمس والخوخة العملاقة على موقع روتن توميتوز (الإنجليزية)
- جيمس والخوخة العملاقة على موقع نتفليكس (الإنجليزية)
- جيمس والخوخة العملاقة على موقع قاعدة بيانات الأفلام العربية
- جيمس والخوخة العملاقة على موقع ألو سيني (الفرنسية)
- جيمس والخوخة العملاقة على موقع Turner Classic Movies (الإنجليزية)
- جيمس والخوخة العملاقة على موقع أول موفي (الإنجليزية)
- جيمس والخوخة العملاقة على موقع بوكس أوفيس موجو (الإنجليزية)
- جيمس والخوخة العملاقة على موقع فيلمافينيتي (الإسبانية)
- جيمس والخوخة العملاقة على موقع قاعدة بيانات الأفلام السويدية (السويدية)